# Inga Söderlind
Inga Söderlind,född 11 april 1938 i Arvika, död 31 januari 2021, är en svensk före detta friidrottare (höjdhopp) som tävlade för Arvika IS.